# Маленко Олена Олегівна
Оле́на Оле́гівна Мале́нко (нар. 2 квітня 1961 року, Дергачі) — мовознавець, доктор філологічних наук (2012), професор (2012), член НСЖУ (2008). Дружина К. Ю. Голобородька.

## Біографічні дані
Народилася 2 квітня 1961 року в Дергачах.
У 1983 році закінчила Харківський університет. Працювала вчителем. З 1990 року працює у Харківському педагогічному університеті: з 2012 року — завідувач кафедри українознавства і лінгводидактики.

## Наукова робота
Наукові дослідження: лінгвопоетика, лінгвостилістика, лексикологія, етнолінгвістика, лінгводидактика. Головний редактор журналу «Вивчаємо українську мову та літературу: Позакласна робота» (з 2003 року), засновник збірника наукових праць «Український світ у наукових парадигмах» (2014).

### Основні праці
За ЕСУ:
- Українська мова. 10–11 клас: навч. посіб. 2000 (співавтор);
- Лінгвопоетика Всесвіту в українському художньому тексті: еволюція смислів. 2004;
- Українська мова. Практикум. 10–11 класи: навч. посіб. 2008 (співавтор);
- Лінгво-естетична інтерпретація буття в українській поетичній мовотворчості (від фольклору до постмодерну). 2010;
- Переклад у навчанні української мови: навч. посіб. 2015 (усі — Харків)[1].